# Nosy Be

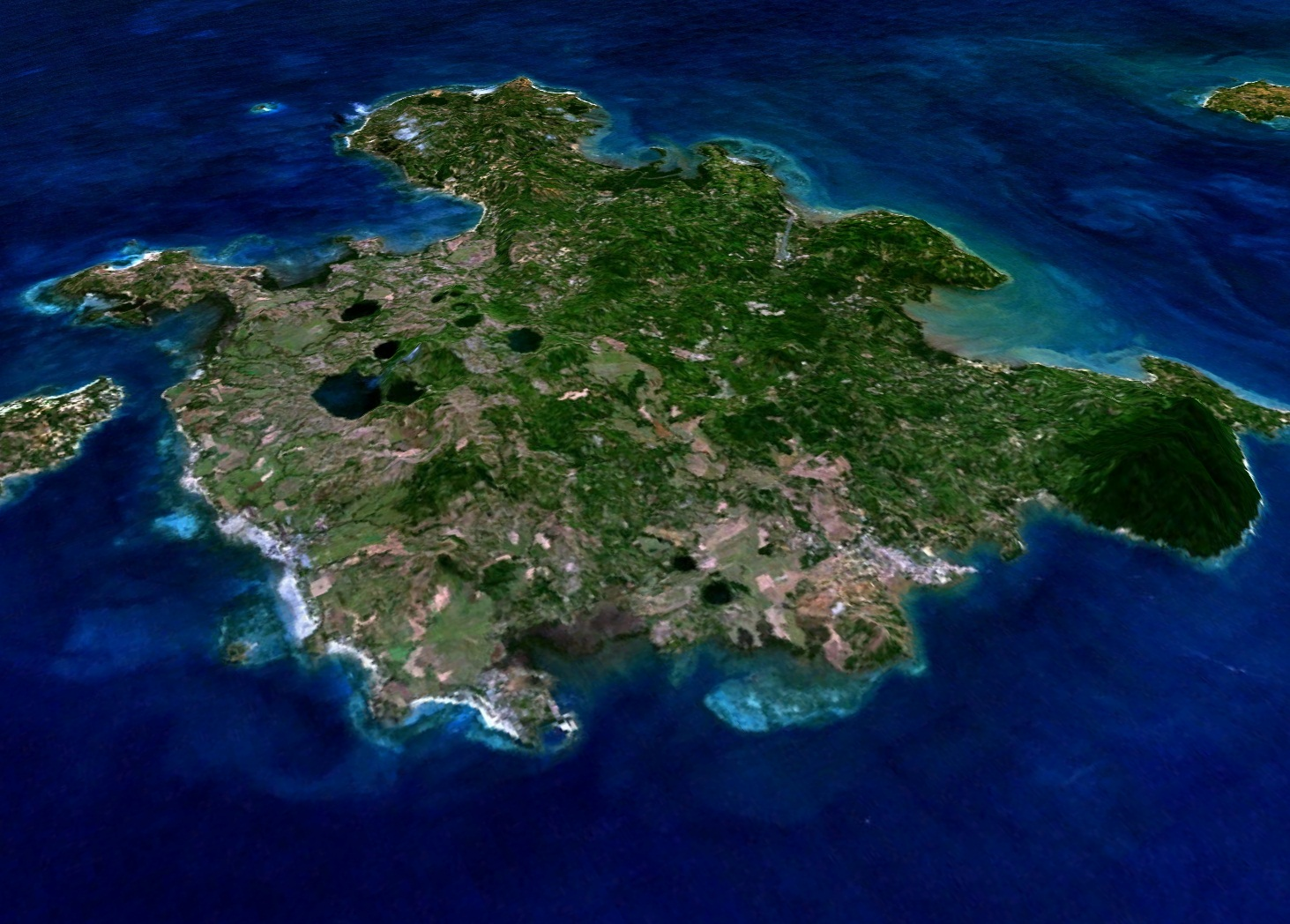
Vista en 3D de Nosy Be, en dirección sur - norte, obtenido de Screenshot World Win 1.4 NASA

Nosy Be es una isla de Madagascar situada en el canal de Mozambique al noroeste de la isla; otras islas menores próximas son: Nosy Komba, Nosy Mitsio, Nosy Sakatia, Nosy Hara y Nosy Tanikely. Es el destino turístico más importante de Madagascar, tiene 312 km² y su población fue estimada oficialmente en 36,636 habitantes en 2001. El nombre de la isla aparece a menudo escrito bajo la grafía francesa de Nossi-Bé y es a veces nombrado Ambariobe por los habitantes de la región.

## Historia
Ocupada por Francia desde 1841 interesado por su bella rada, o sea 55 años antes del resto de Madagascar, después rápidamente colonizada, Nosy Be se volvió, en el siglo XIX, una colonia comercial importante al lado oeste de Madagascar. A partir de los años 1850, los pobladores y las plantaciones de renta se incorporaron en las empresas de colonias de la Isla de Reunión, mauricianas y francesas. La isla forma parte con la isla Santa María del gobierno de Mayotte y contaba con 15.000 habitantes en 1865. Se unió a Madagascar al final de siglo.
También, la pequeña isla tenía una colonia agrícola, recubierta de campos de caña de azúcar, de café, de sésamo, de arroz, maíz, de patatas y de mandioca. Se cosechó las flores de cananga a partir del año 1920. Es esta actividad la que le da el nombre de Isla de los perfumes.

## Geografía

Mapa de Nosy Be e islas adyacentes.

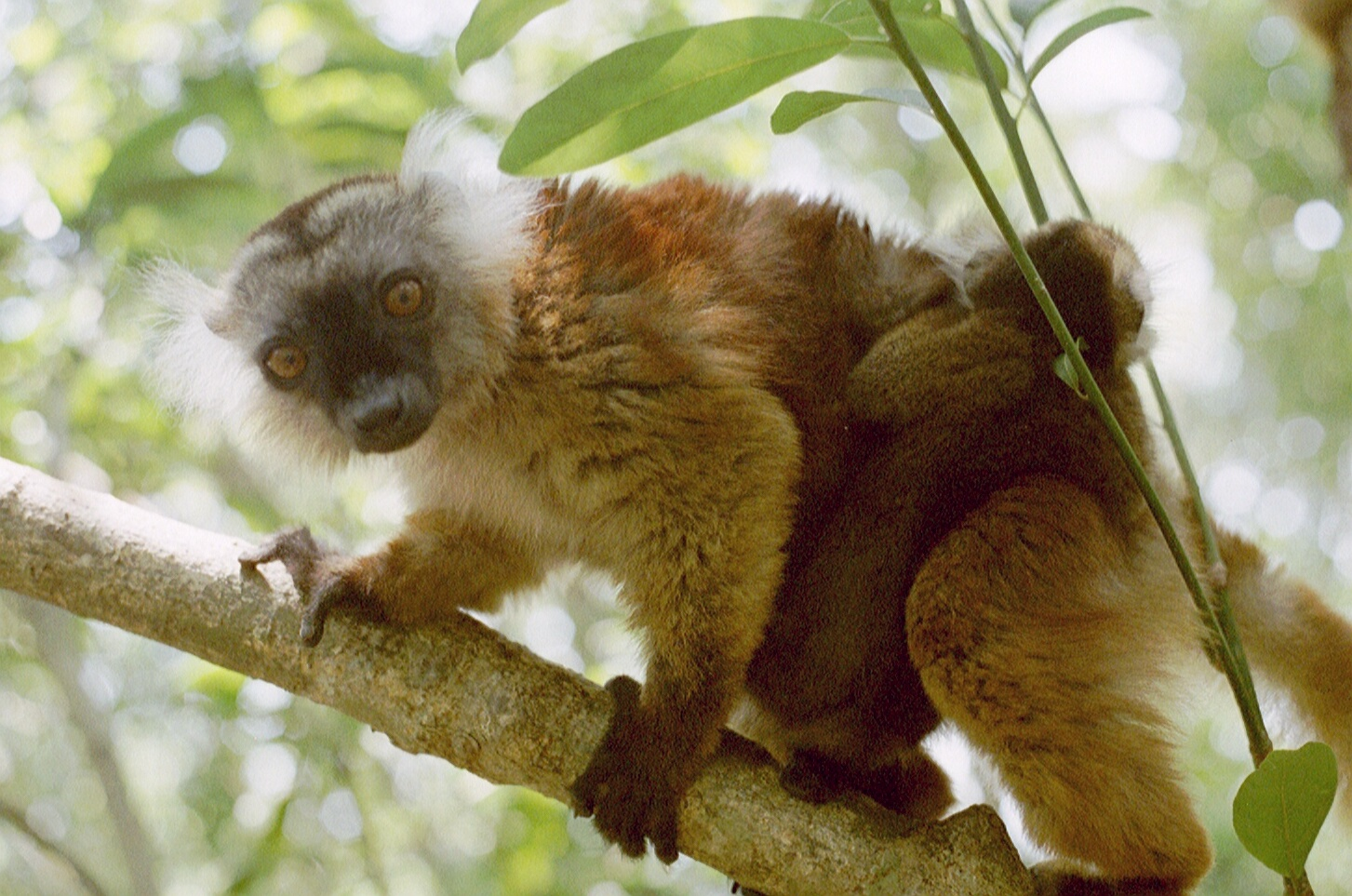
Un lémur negro hembra y su cría en la reserva Lokobe, Nosy Be, noviembre de 2001

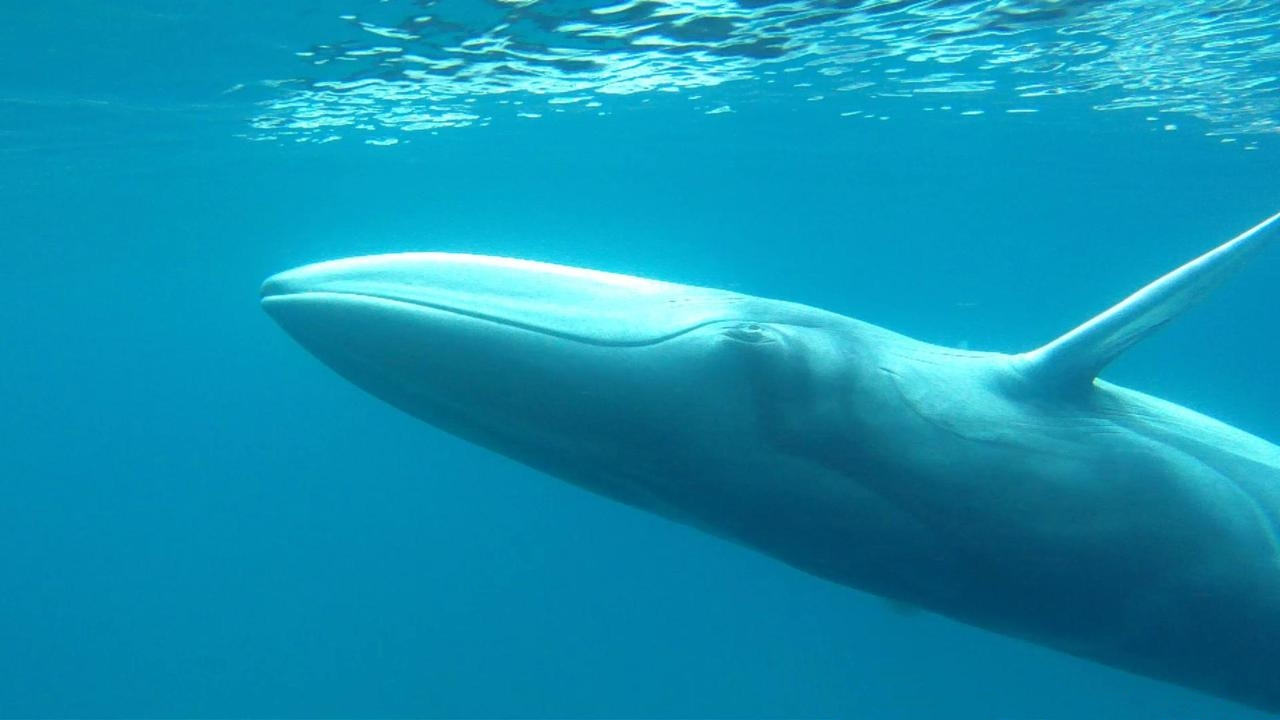
Balaenoptera omurai, Nosy Be

Esta isla volcánica tiene una superficie de 312 km² y se extiende alrededor de 24 kilómetros de norte a sur y sobre 20 km de este a oeste. Culmina en el monte Lokobe (455 m s. n. m.) y en el monte Passot (329 m s. n. m.). Su origen volcánico se remonta al periodo Holoceno pero no han ocurrido erupciones en la historia registrada. Existen once lagos volcánicos sobre la isla.
Nosy Be se sitúa en la bahía de Ampasindava, región de Ambanja. Su capital de provincia es la aldea de Hell-Ville (nombre de Madagascar oficial, pero no usado: Andoany), donde se encuentra la entrada principal a la isla, situada sobre la costa sur.
La isla es conocida por poseer una de las especies de ranas más pequeñas del mundo (Stumpffia pygmaea) y camaleones (Brookesia minima). La Reserva, Lokobe Reserve es una de las cinco Reservas Naturales Integrales de Madagascar.
La región de Nosy Be y de abajo de Sambirano se caracteriza por lluvias anuales abundantes. (2,244 mm en Nosy Be, 2,196 mm en Ambanja). El máximo se alcanza en enero (508 mm en Fascene, 462 mm en Hell-Ville, 541 mm en Ambanja). El mínimo se alcanza en julio (25 mm en Fascene, 37 mm en Hell-Ville) o en junio (26 mm en Ambanja).

## Turismo

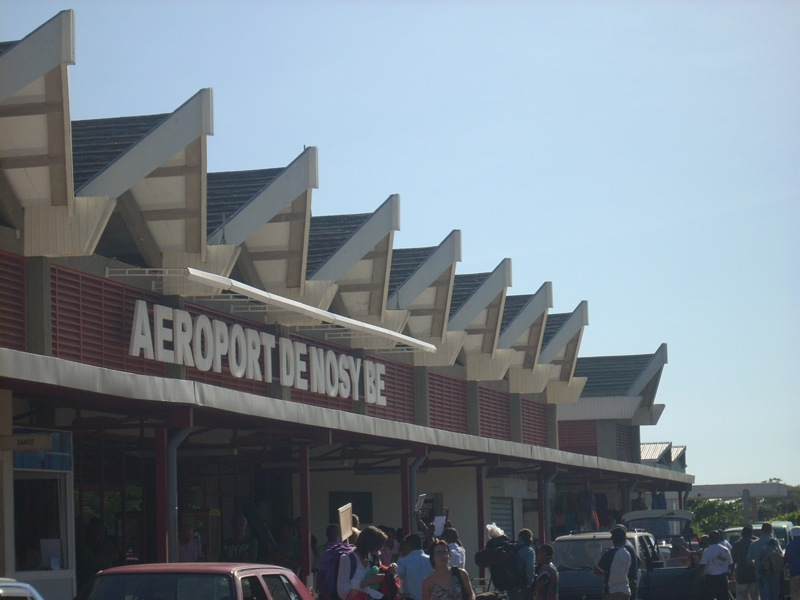
Aeropuerto de Nosy Be

Después de la independencia de Madagascar, en 1960, Nosy Be fue parcialmente reconvertida para el turismo. Ahora, en 2010, las infraestructuras que faltan (carreteras) y las capacidades hoteleras son reducidas, a pesar de algunos grandes hoteles (Andilana). Para el ingreso la isla cuenta con el aeropuerto Fascene, ubicado al noreste de la isla.  
El pueblo balneario de Ambatoloaka (en malgache: allí donde hay una piedra agujereada), es el punto de partida principal de las actividades turísticas de la isla (excursiones, localización de vehículos, restaurantes, bares y lugares de salidas diversas). Este lugar está ahora mal valorado, porque soporta una crónica de problemas de turismo sexual que las autoridades malgaches no consiguen solucionar. La expansión del turismo se hace la mayor parte del tiempo a través de capital extranjero. 
La isla es también conocida en el océano Índico por su festival anual, la Donia, que reúne durante el mes de mayo, una selección de artistas de Madagascar y de otras islas del océano Índico.
Se accede por barco al pequeño puerto de Anfiky, situado a 20 km en el noroeste de Ambanja.

## Economía

Puerto de Nosy Be

En 2010, no quedaba nada de la gran antigua actividad agrícola de Nosy Be. La SIRAMA (Siramany Malagasy: compañía azucarera nacional malgache) se declaró en quiebra en 2006 y las infraes-tructuras se abandonaron. En diciembre de 2007, la rehabilitación del sitio ha sido anunciada, gracias a inversionistas chinos, con el fin de recobrar la capacidad de producción histórica, a saber 16 000 toneladas de azúcar y 11 000 hectolitros de alcohol puro por año.

Pero el proyecto no ha tenido aún realización concreta. Las tierras agrícolas de SIRAMA son a partir de ahora progresivamente cedidas parcela por parcela, y transformadas en hoteles o viviendas, hipotecando definitivamente la posibilidad de una reactividad de la explotación agrícola de estas tierras, actividad de la que vivían más de 3000 personas de la isla en el pasado.